# 九江华溪蟹
九江华溪蟹（学名：Sinopotamon jiujiangense）为溪蟹科华溪蟹属的动物。在中国大陆，分布于江西等地，主要生活于低海拔平原区的湖、溪岸边泥洞及石缝中。